# Атлетика на Летњим олимпијским играма 2012 — 5.000 метара за жене
Дисциплина трчања на 5.000 метара за жене, је била, једна од 47 дисциплина атлетског програма на Летњим олимпијским играма 2012. у Лондону, Уједињено Краљевство. Такмичење ће се одржати 7. и 10. августа на Олимпијском стадиону. Учествовало је 36 такмичарки, из 22 земље.

## Земље учеснице
Учествовало је 36 такмичара, из 22 земаља.
1. Азербејџан (1)
2. Аустралија (1)
3. Белгија (1)
4. Брунеј (2)
5. Етиопија (3)
6. Ирска (1)
7. Италија (3)
8. Јапан (3)
9. Канада (1)
10. Кенија (3)
11. Мароко (1)
12. Мексико (1)
13. Норвешка (1)
14. Португалија (1)
15. Румунија (1)
16. Русија (2)
17. Сједињене Америчке Државе (3)
18. Танзанија (1)
19. Турска (1)
20. Уједињено Краљевство (3)
21. Украјина (1)
22. Шпанија (1)

## Систем такмичења
Такмичње у овој дисциплини ће се одржати у два дана. Првог дана у квалификацијама учествовале су све атлетичарке које су постигле квалификационе норме. Такмичарке су биле подељени у две групе из којих се 5 најбржих из сваке групе и 5 по постигнутом резултату пласирале у финале.

## Рекорди пре почетка такмичења
(стање 10. јул 2012)
| Светски рекорд          | 14:11,15 | Тирунеш Дибаба  | Етиопија | Осло, Норвешка     | 6. јун 2008.        |
| Олимпијски рекорд       | 14:40,79 | Габријела Сабо  | Румунија | Сиднеј, Аустралија | 20. септембар 2000. |
| Најбољи резултат сезоне | 14:40,79 | Вивијан Черијот | Кенија   | Рим, Италија       | 31. мај 2012.       |

## Сатница
| Сатум                   | Време | Ниво          |
| ----------------------- | ----- | ------------- |
| Уторак 7. август, 2012  | 10:55 | Квалификакије |
| Петак, 10. август 2012. | 20:05 | Финале        |

## Победнице
|                          |                          |                           |
| Месерет Дефар · Етиопија | Вивијан Черијот · Кенија | Тирунеш Дибаба · Етиопија |

## Резултати

### Квалификације
У финале се пласирало првих пет (КВ) такмичарки из сваке групе и пет према резултату (кв).
| Пласман | Група | Такмичарка                | Земља                     | Време    | Белешке |
| ------- | ----- | ------------------------- | ------------------------- | -------- | ------- |
| 1.      | 1     | Тирунеш Дибаба            | Етиопија                  | 14:58,48 | КВ      |
| 2.      | 1     | Месерет Дефар             | Етиопија                  | 14:58,70 | КВ      |
| 3.      | 1     | Виола Џелагат Кибивот     | Кенија                    | 14:59,31 | КВ      |
| 4.      | 2     | Гелете Бурка              | Етиопија                  | 15:01,44 | КВ      |
| 5.      | 2     | Вивијан Черијот           | Кенија                    | 15:01,54 | КВ      |
| 6.      | 2     | Сали Џепкосгеји Кипјего   | Кенија                    | 15:01,87 | КВ      |
| 7.      | 2     | Џулија Близдејл           | Уједињено Краљевство      | 15:02,00 | КВ, ЛР  |
| 8.      | 2     | Моли Хадл                 | Сједињене Америчке Државе | 15:02,26 | КВ, ЛРС |
| 9.      | 2     | Јелена Наговицина         | Русија                    | 15:02,80 | кв, ЛР  |
| 10.     | 2     | Џоана Пејви               | Уједињено Краљевство      | 15:02,84 | кв, ЛРС |
| 11.     | 1     | Олга Головкина            | Русија                    | 15:05,26 | КВ, ЛР  |
| 12.     | 1     | Џули Кули                 | Сједињене Америчке Државе | 15:05,38 | КВ, ЛР  |
| 13.     | 2     | Шитај Ешете               | Бахреин                   | 15:05,48 | кв, ЛР  |
| 13.     | 1     | Џули Кули                 | Сједињене Америчке Државе | 15:05,38 | КВ, ЛР  |
| 14.     | 1     | Теџиту Даба               | Брунеј                    | 15:05,59 | кв, ЛР  |
| 15.     | 2     | Елена Ромањоло            | Италија                   | 15:06,38 | кв, ЛР  |
| 16.     | 1     | Силвија Вајсштајнер       | Италија                   | 15:06,81 | ЛРС     |
| 17.     | 1     | Кајоко Фукуши             | Јапан                     | 15:09,31 | ЛРС     |
| 18.     | 2     | Хитоми Нија               | Јапан                     | 15:10,20 | ЛР      |
| 19.     | 2     | Алменш Белете             | Белгија                   | 15:10,24 | ЛРС     |
| 20.     | 1     | Барбара Паркер            | Уједињено Краљевство      | 15:12,81 | ЛР      |
| 21.     | 1     | Финула Бритон             | Ирска                     | 15:12,97 | ЛР      |
| 22.     | 2     | Ким Конли                 | Сједињене Америчке Државе | 15:14,48 | ЛР      |
| 23.     | 2     | Мика Јошикава             | Јапан                     | 15:16,77 | ЛР      |
| 24.     | 1     | Људмила Коваленко         | Украјина                  | 15:18,60 |         |
| 25.     | 1     | Ђудит Пла                 | Шпанија                   | 15:20,39 | ЛР      |
| 26.     | 2     | Надија Ежафини            | Италија                   | 15:24,70 |         |
| 27.     | 1     | Каролине Бјеркели Гревдал | Норвешка                  | 15:24,86 | ЛР      |
| 28.     | 2     | Шила Рид                  | Канада                    | 15:27,41 |         |
| 29.     | 1     | Дуду Каракаја             | Турска                    | 15:28,32 |         |
| 30.     | 1     | Елојз Велингс             | Аустралија                | 15:35,53 |         |
| 31.     | 2     | Закија Мришо              | Танзанија                 | 15:39,58 |         |
| 32      | 2     | Лајес Абдулајева          | Азербејџан                | 15:45,69 |         |
| 33.     | 1     | Сандра Лопез              | Мексико                   | 15:55,16 |         |
| 34.     | 2     | Роксана Бирка             | Румунија                  | 16:01,04 |         |
| -       | 1     | Надија Нужани             | Мароко                    | НЗ       |         |
| -       | 1     | Сара Мореира              | Португалија               | НС       |         |

### Финале
| Пласман | Такмичарка              | Земља                     | Резултат | Белешке |
| ------- | ----------------------- | ------------------------- | -------- | ------- |
|         | Месерет Дефар           | Етиопија                  | 15:04,25 |         |
|         | Вивијан Черијот         | Кенија                    | 15:04,73 |         |
|         | Тирунеш Дибаба          | Етиопија                  | 15:05,15 |         |
| 4       | Сали Џепкосгеји Кипјего | Кенија                    | 15:05,79 |         |
| 5       | Гелете Бурка            | Етиопија                  | 15:10,66 |         |
| 6       | Виола Кибивот           | Кенија                    | 15:11,59 |         |
| 7       | Џоана Пејви             | Уједињено Краљевство      | 15:12,72 |         |
| 8       | Џулија Близдејл         | Уједињено Краљевство      | 15:14,55 |         |
| 9       | Олга Головкина          | Русија                    | 15:17,88 |         |
| 10      | Шитај Ешете             | Брунеј                    | 15:19,13 |         |
| 11      | Моли Хадл               | Сједињене Америчке Државе | 15:20,29 |         |
| 12      | Теџиту Даба             | Брунеј                    | 15:21,34 |         |
| 13      | Јелена Наговицина       | Русија                    | 15:21,38 |         |
| 14      | Џули Кули               | Сједињене Америчке Државе | 15:28,22 |         |
| 15      | Елена Ромањоло          | Италија                   | 15:35,69 |         |